# Još Hrvatska ni propala
Još Hrvatska ni propala (svenska: Ännu har Kroatien inte fallit) är en känd kroatisk revelj. Texten är skriven av Ljudevit Gaj och musiken är komponerad 1833 av den kroatiske kompositören Ferdo Livadić. Sången anses vara den Illyriska rörelsens nationalsång. 

## Lyrik
| Kroatiska | Svenska |
| --- | --- |
| Još Hrvatska ni propala dok mi živimo, visoko se bude stala kad ju zbudimo. Ak je dugo tvrdo spala, jača hoće bit, ak je sada u snu mala, će se prostranit. Hura! nek se ori i hrvatski govori! Ni li skoro skrajnje vrijeme da nju zvisimo, ter da stransko teško breme iz nas bacimo? Stari smo i mi Hrvati, nismo zabili da smo vaši pravi brati, zlo prebavili. Hura! nek se ori i hrvatski govori! Oj, Hrvati braćo mila, čujte našu riječ, razdružit nas neće sila baš nikakva već! Nas je nekad jedna majka draga rodila, hrvatskim nas, Bog joj plati, mlijekom dojila. Hura! nek se ori i hrvatski govori! | Så länge vi lever har Kroatien inte fallit, Hon kommer att resa sig högt när vi väcker liv i henne, Om hon har sovit så hårt och länge, desto starkare kommer hon att bli, Om hon är liten i sömnen, stor hon kommer att bli. Hurra, låt det skalla på kroatiska Är det inte dags att vi höjer henne (flaggan), och att vi kastar ut den utländska bördan? Även vi kroater är gamla, vi har inte glömt, att vi är era riktiga bröder, oavsett det onda. Hurra, låt det skalla på kroatiska Å kroater, kära bröder, hör våra ord, det finns ingen makt som kommer att separera oss nu. En älskad moder födde oss en gång, hon ammade oss med, Gud vi tackar Dig för det, kroatisk mjölk. Hurra, låt det skalla på kroatiska |